# Pinus culminicola
Pinus culminicola és una espècie de conífera de la família Pinaceae endèmica del nord-est de Mèxic, sovint per sobre dels 3.000 m d'altitud a Sierra Madre Oriental.

## Característiques
És un arbust de mida mitjana, arriba a fer 1,5-5 m d'alt, les fulles es disposen en fascicles de cinc i són primes i fan 3-5,5 cm de llargada. Les pinyes són globoses de 3-4 cm de llarg i ample.

## Distribució
La seva distribució és molt localitzada en cims del nord de Sierra Madre Oriental a Coahuila de Zaragoza i Nuevo León, i només és abundant a, Cerro Potosí (3.713 m). Es troba a grans altituds des de 3.000 a 3.700 m, i forma el límit arbori de la seva zona. No va ser descobert fins a l'any 1959.